# Mrchožrout černý

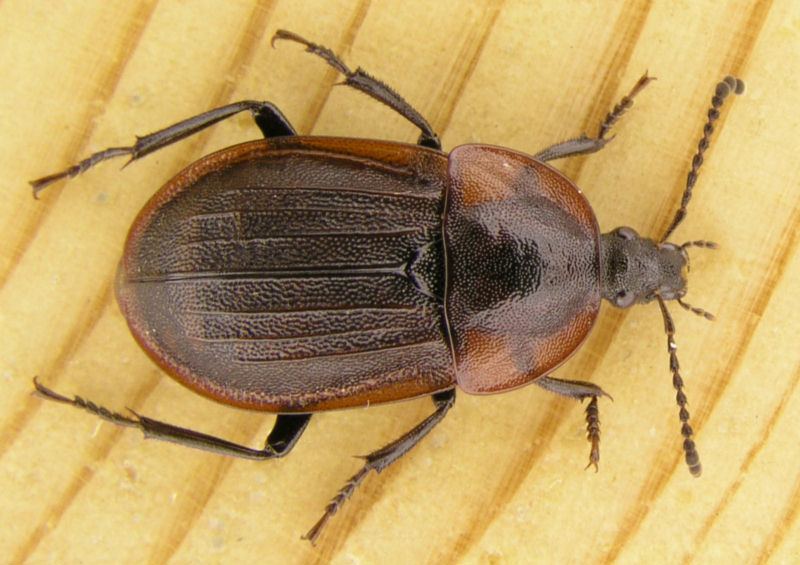
Mladý mrchožrout

Mrchožrout černý (Phosphuga atrata) je evropský brouk z čeledi mrchožroutovití (Sylphidae).
Živí se hlemýždi, hmyzem a žížalami i na mršinách. Brouk dorůstá 15 mm délky a má prodloužený krk, který mu umožňuje proniknout do ulit hlemýžďů, kam vstřikuje trávicí šťávy. Mladí brouci mají hnědavou barvu, starší jsou černí. Larvy jsou černé a zploštělé a živí se též hlemýždi, zakuklují se v zemi.
Mrchožrout černý se vyskytuje od Evropy na východ do Japonska, severně až po polární kruh. Ačkoliv je tento brouk všude běžně rozšířen, bývá nalezen zřídka, protože loví v noci a přes den se skrývá pod kůrou stromů. Když je brouk vyrušen, vylučuje žlutou tekutinu a zatahuje hlavu pod štít.

## Potrava
Brouk se živí šneky, hmyzem, žížalami nebo na mršinách. To z něj dělá mrchožrouta (nekrofága). Jeho prodloužený krk mu umožňuje proniknout a vstříknout trávicí šťávy do ulit hlemýžďů. Larvy se také živí hlemýždi.